# Gusli

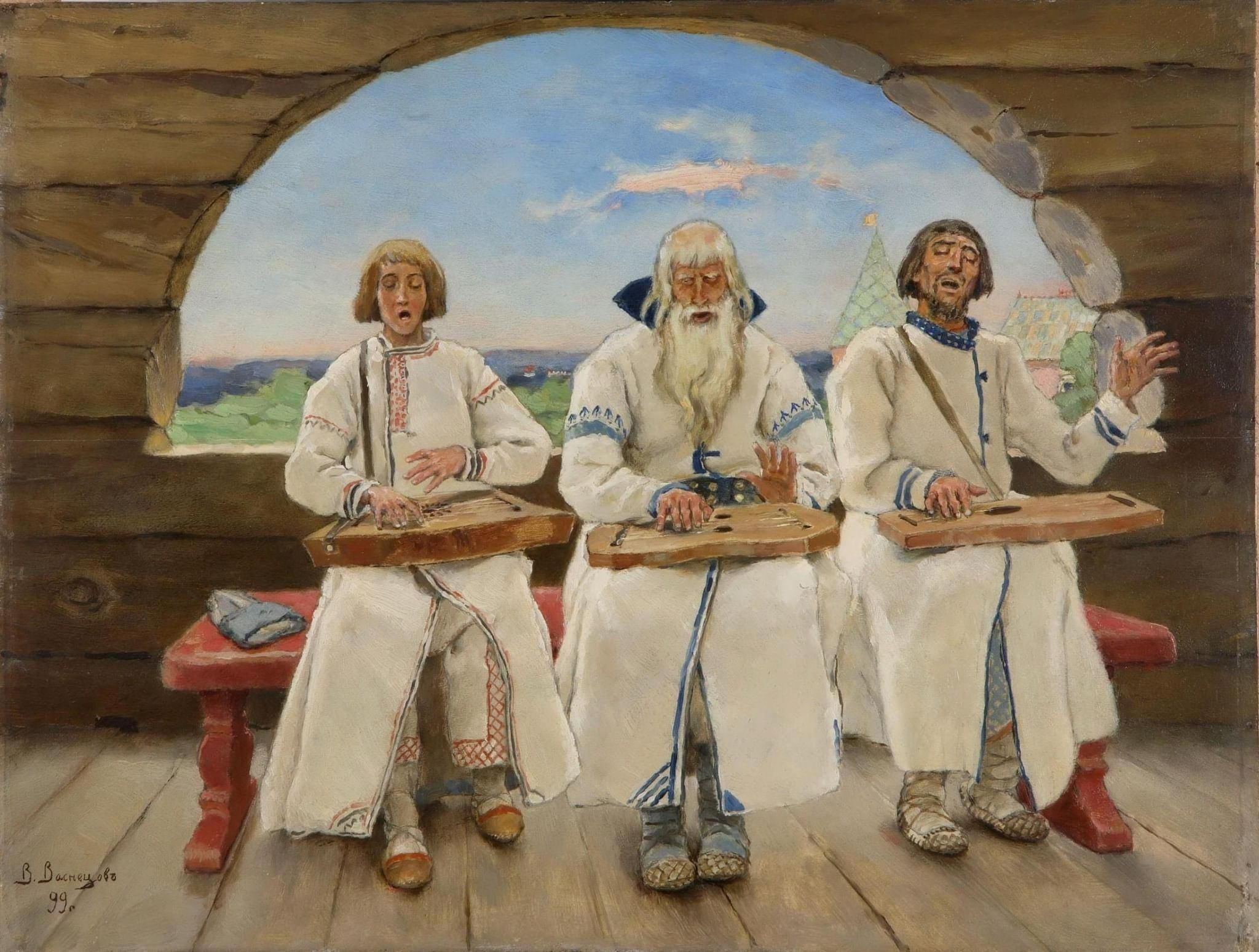
V. Vasněcov: Guslaři (1899)

Gusli (rusky гусли) je nejstarší  strunný hudební nástroj. Zařazuje se do skupiny brnkacích nástrojů, stavbou se podobá citeře.

## Forma
V principu se podle stavby funkce rozlišují dvě skupiny – křídlové (rusky крыловидные гусли; krylovidnyje gusli) a přilbicové (rusky шлемовидные гусли; šlemovidnyje gusli). Gusli mívají od 5 do 25 strun naladěných podle stupňů diatonické stupnice v mixolydickém durovém modu, přičemž dolní nebo horní krajní struny se mohou používat jako bourdonové (soustavně znějící během hry). Existuje přibližně 12 různých způsobů naladění guslí.
Křídlové gusli mívají různou podobu, ale společným znakem jsou struny natažené vějířovitě podél těla nástroje. Strun je od 5 do 17. Při hře na křídlové gusli se zpravidla hraje najednou na všech strunách a nežádoucí tóny se tiší prsty levé ruky. Zvláštním typem křídlových guslí jsou gusli s hracím okem, tzv. "novgorodské", mají ze zadní strany otvor ("okno", podobně jako u skandinávských lyr) pro ruku hudebníka. Na struny se brnká prsty levé ruky, stejně jako u křídlových guslí. Nástroj se při hře drží vertikálně, přičemž dolní konec je opřen o koleno nebo o pás hudebníka.
Přilbicové gusli mají podobu přilbice či poloelipsy a od 10 do 25 strun. Gusli se opírají o nohy a břicho, přičemž jsou položeny na nohy buď kolmo s mírným náklonem k tělu hudebníka nebo horizontálně. I způsob hry je odlišný: struny se zachycují prsty obou rukou - levou se hrají basy, pravou melodie.
V 18. století se začaly konstruovat i modernější podoby gusli ve formě stolečků.

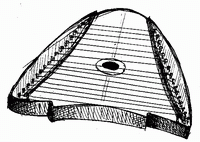
Přilbicové gusli
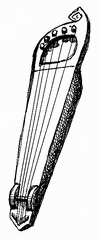
Křídlové gusli
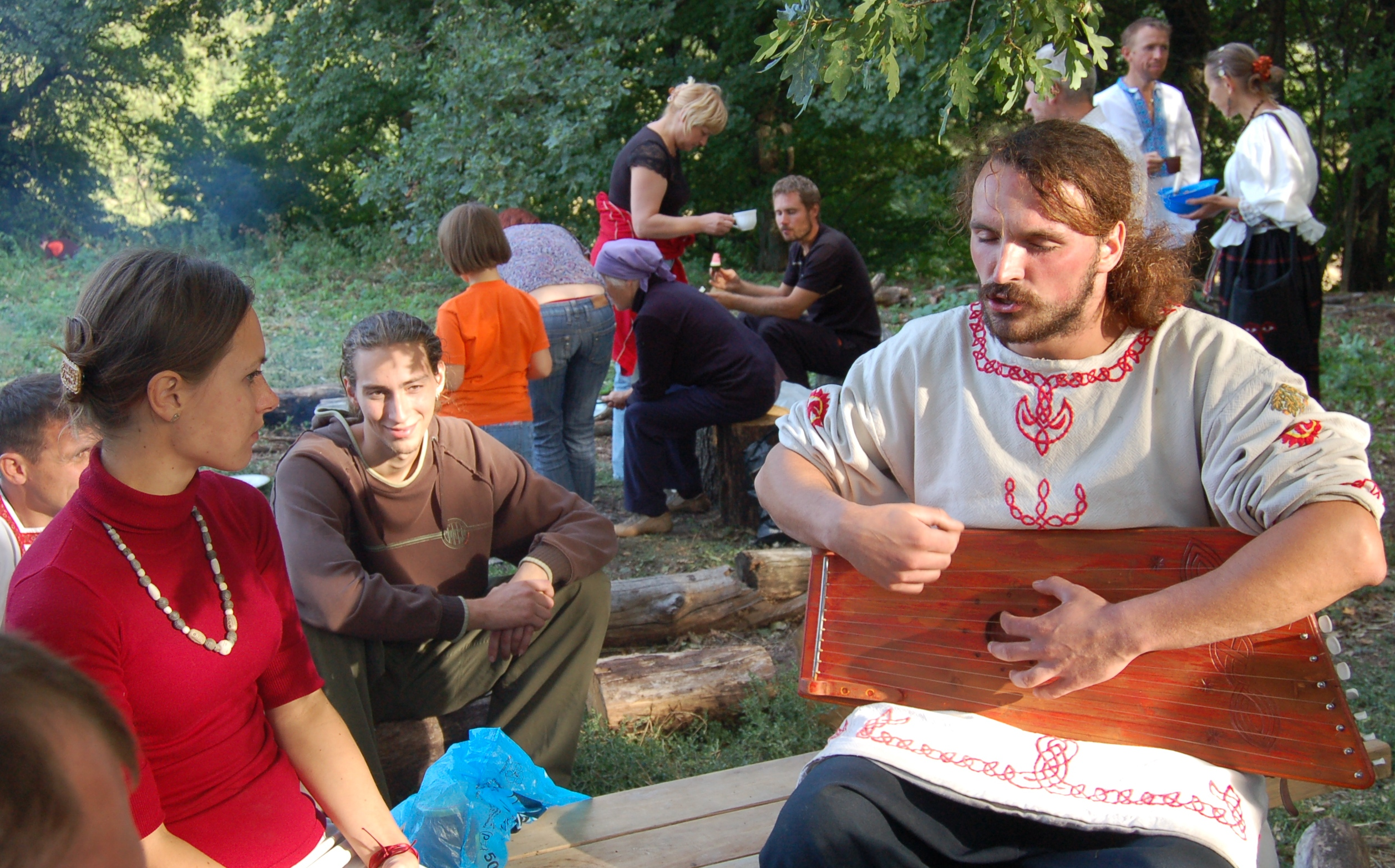
Ukázka hry na přilbicové gusli
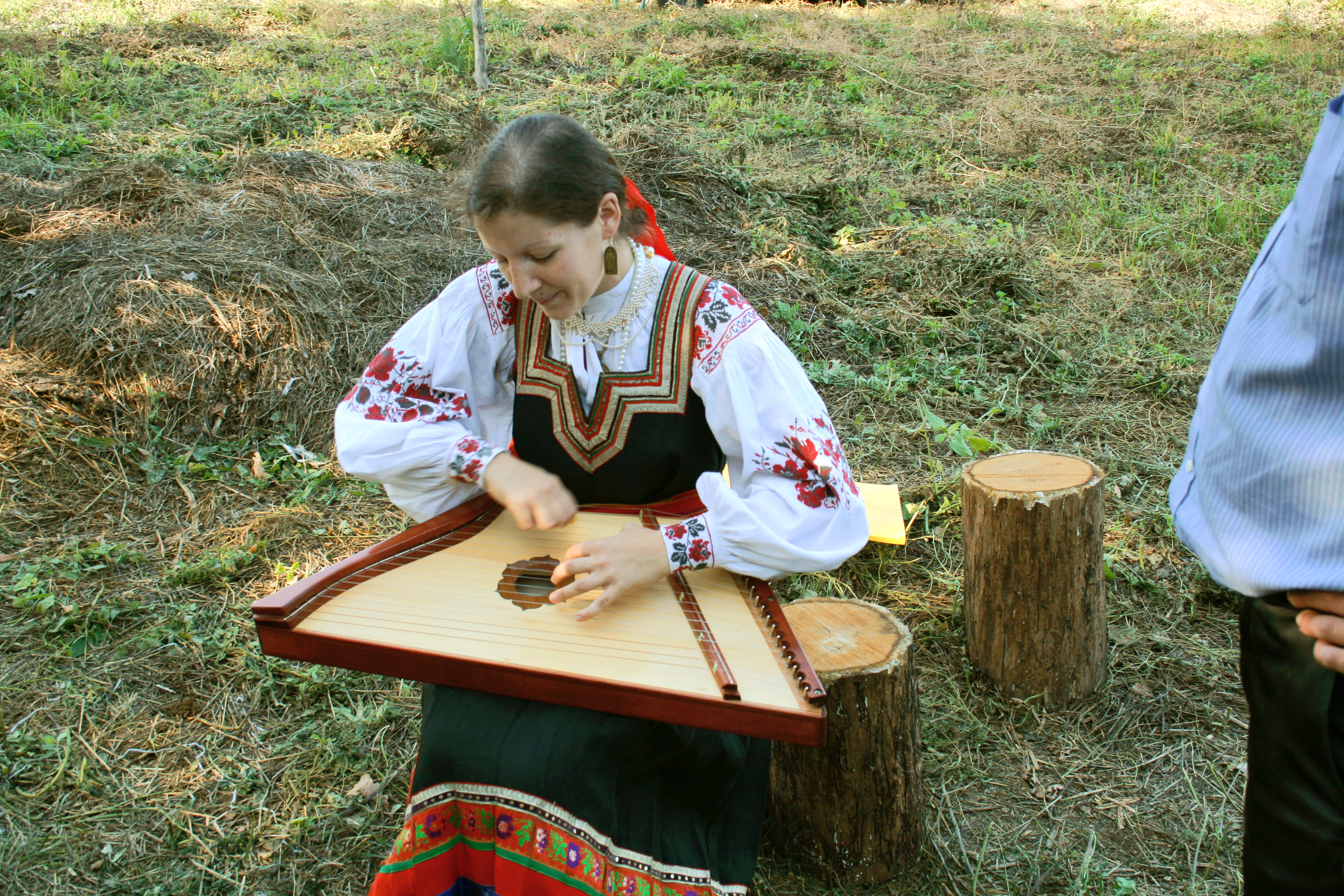
Ukázka hry na přilbicové gusli
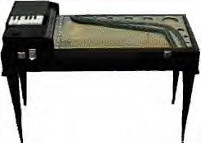
Stolečkové gusli